# Corredor de Brčko

Corredor de Brčko (1995-2000) e distrito de Brčko (desde 2000).

O corredor de Brčko (também conhecido como corredor sérvio, em sérvio: Српски коридор / Srpski koridor e Corredor de Posavina) é um termo usado para uma estreita faixa de terra ao longo da margem sul do rio Sava que conectava as partes leste e oeste da República Srpska de 1992 a 2000. Foi criado em 1992, após a operação militar Corredor 92 e foi uma importante linha de abastecimento militar e civil para as partes ocidentais da República República Srpska e da República Sérvia de Krajina durante a Guerra da Bósnia e a Guerra da Croácia. Após a assinatura do Acordo de Dayton em 1995, o corredor permaneceu dentro da República Srpska, mas uma arbitragem internacional subsequente atribuiu esse território ao recém-formado Distrito de Brčko (criado em 2000), que se tornou um condomínio territorial compartilhado entre a República Srpska e a Federação da Bósnia e Herzegovina.
A intersecção da estrada que atravessa este corredor com a estrada "Arizona" da Força de Implementação (IFOR) marcou o início do Mercado do Arizona.